# Charlie Chester
Charlie Chester, geboren als Cecil Victor Manser, (Eastbourne, 26 april 1914 - Twickenham, 26 juni 1997) was een Britse komiek, tv- en radiopresentator en schrijver.

## Carrière
Charlie Chesters eerste baan na het beëindiging van zijn schoolopleiding was als boodschappenjongen bij een kruidenier. Hij won talentenjachten voor het spelen van muziekinstrumenten en zingen. Hij werkte als een reizende vertegenwoordiger voor een handwerkbedrijf. Chester besefte dat hij een communicatieve gave had en besloot om een professionele komiek te worden. Bekend geworden als 'Cheerful' Charlie Chester, werd hij goed bekend bij het Britse publiek uit de jaren 1940 door de BBC-radioshow Stand Easy, die in 1949 was bewerkt voor televisie als The Charlie Chester Show. Hij kreeg een standup- en sketchshow voor de volgende 11 jaar. Regelmatige panelleden waren Edwina Carroll, Eric 'Jeeves' Grier, Len Lowe, Deryck Guyler, Len Marten, Arthur Haynes en Frederick Ferrari. Een later terugkerende miniserie in de show was Whippit Kwik the Cat Burglar, wiens gefloten herkenningsmelodie Chester tot een nationale favoriet maakte. Tenor St. Clair verving Ferrari, bekend als The Voice, waarvoor Chester de herkenningsmelodie When Love Descended like an Angel schreef. Dat was weliswaar het enige geschreven fragment, totdat luisteraars hem vroegen om een volledige versie te schrijven, zodat Ferrari het kon opnemen.
Chesters radioshows bevatten A Proper Charlie en That Man Chester. Een andere serie, die begon als onderdeel van The Charlie Chester Show in 1950, was de quiz Pot Luck, het eerste Britse tv-programma dat prijzen uitloofde voor correct beantwoorde vragen.
In 1961 had Chester een hoofdrol in de BBC-serie Charlie Chester On Laughter Service, een muziek- en comedyshow, die militaire bases bezocht door geheel het Verenigd Koninkrijk. De meesten werden co-geschreven door Bernard Botting en Charlie Hart. Later tijdens zijn carrière trad Chester op in de Channel 4-tv-sitcom Never Say Die.
Tijdens de jaren 1960 begon hij met het presenteren van een platenshow bij BBC Light Programme, later BBC Radio 2. In oktober 1970 startte hij met zijn wekelijkse show welke vanaf oktober 1972 de langlopende radioshow Sunday Soapbox werd, welke in latere jaren kwam van de BBC Birmingham studio's (voorheen van Manchester). Hij opende elke week het programma met de introductie: With a box full of records and a bag full of post, it's radio Soapbox and Charlie your host!. Het programma werd uitgezonden op de zaterdagmiddagen totdat Chester in november 1995 een beroerte kreeg, waarna hij niet meer kon lopen en praten. De openings- en herkenningsmelodie was  Music To Drive By door Alan Moorhouse.

## Onderscheidingen
Hij was het onderwerp van This Is Your Life (1961), toen hij werd verrast door Eamonn Andrews in het BBC Television Theatre.
Chester presenteerde brassbandmuziek in de series Listen to the Band en ook werd hij ontvangen in de BBC Radio 2-show The Gag Cracker's Ball. In zijn vrije tijd schilderde hij. Hij kreeg de MBE in 1990.

## Overlijden
Charlie Chester overleed op 26 juni 1997 op 83-jarige leeftijd in Twickenham aan de gevolgen van een herseninfarct.

## Filmografie

### TV
- 1949: The Charlie Chester Show (uitvoerder en schrijver)
- 1955: Christmas Box (uitvoerder)
- 1957: Educated Evans (uitvoerder)
- 1957: These Are The Shows (uitvoerder)
- 1959: The Two Charleys (uitvoerder)
- 1961: Charlie Chester On Laughter Service (uitvoerder en schrijver)
- 1969: Jokers Wild (uitvoerder)
- 1987: Never Say Die (uitvoerder)

### Film
- 1947: Holiday Camp als zichzelf